# Asparagus acutifolius
Asparagus acutifolius é uma espécie de planta fanerógama da família Asparagaceae.

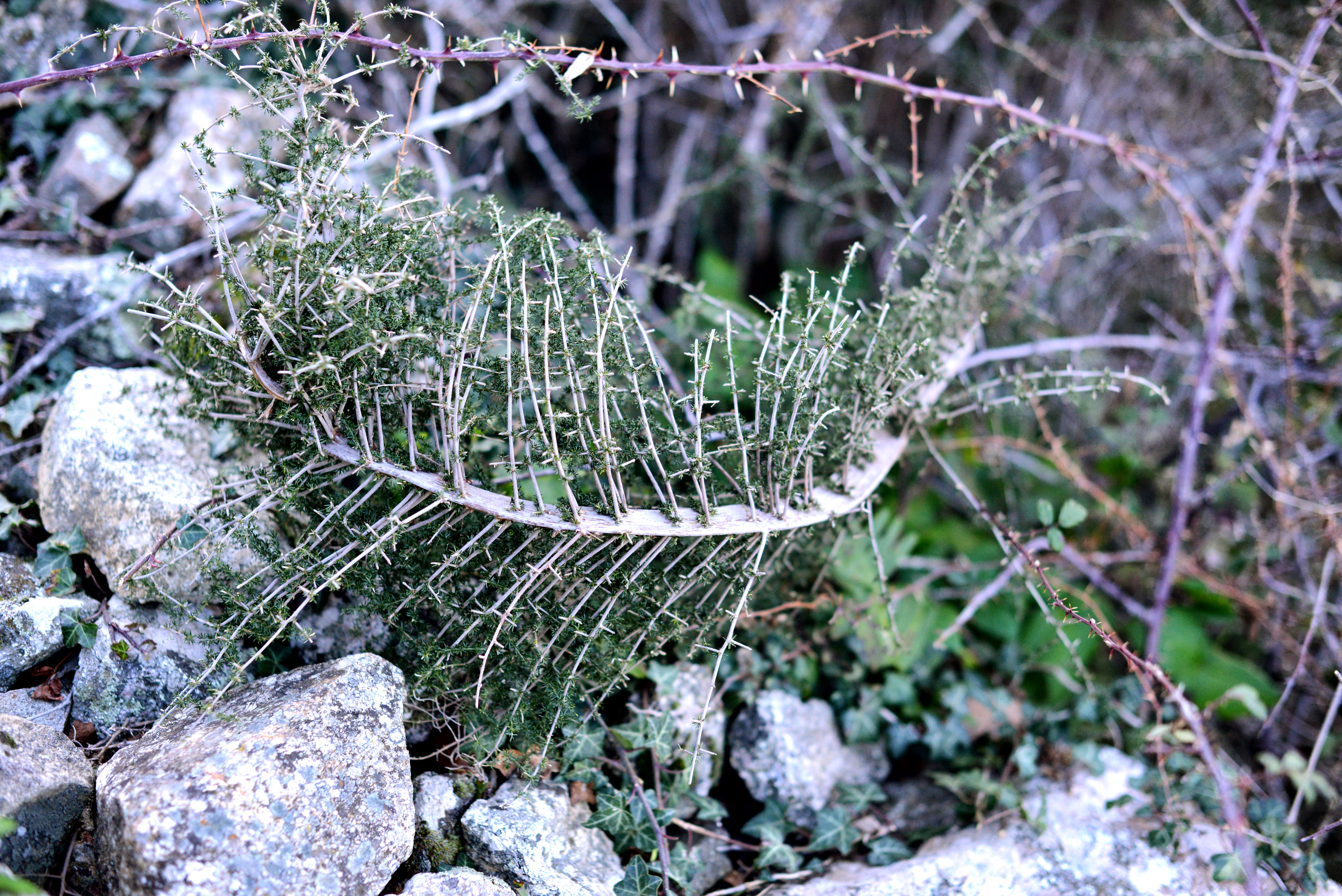
Vista da planta

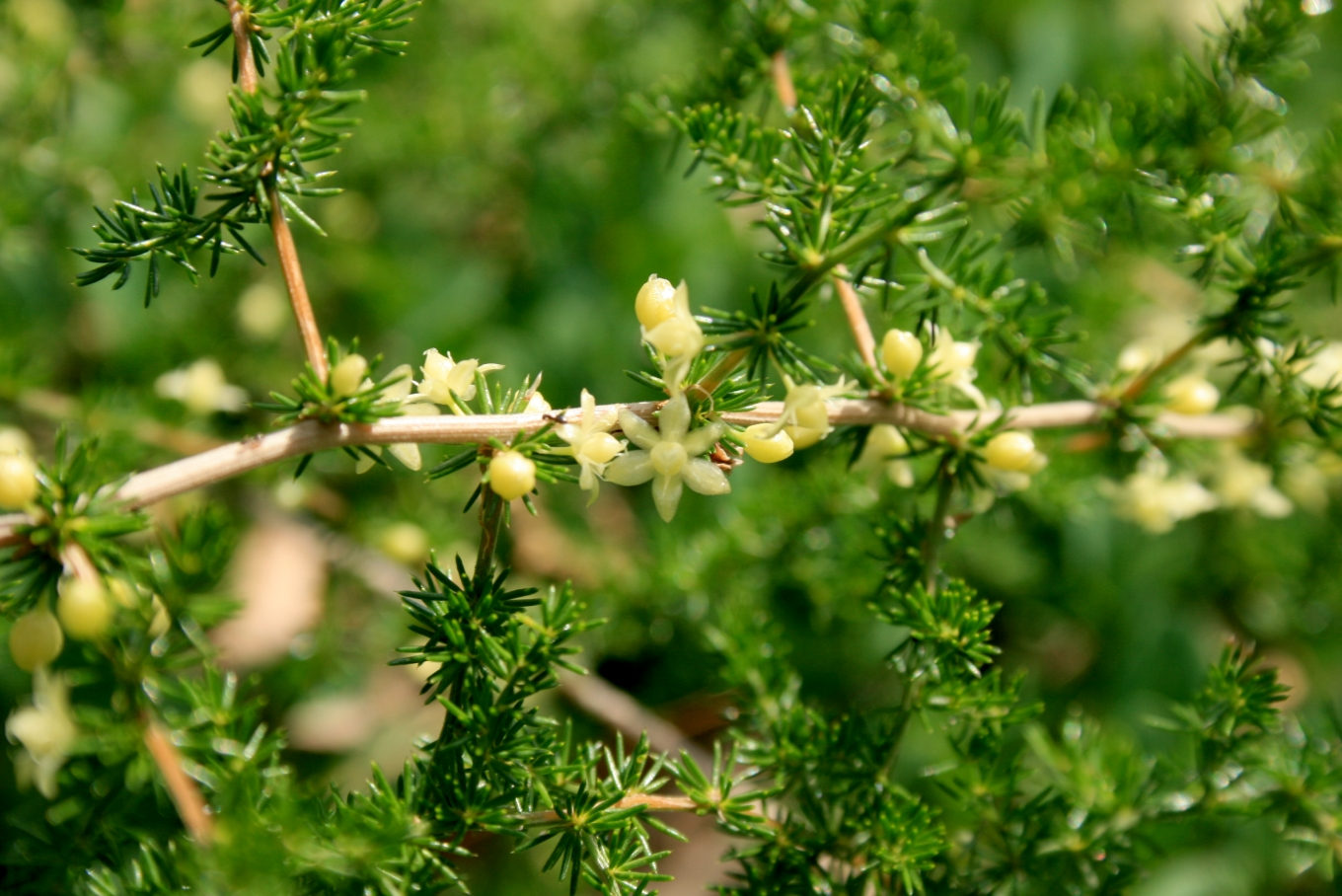
Planta com flores de Asparagus acutifolius

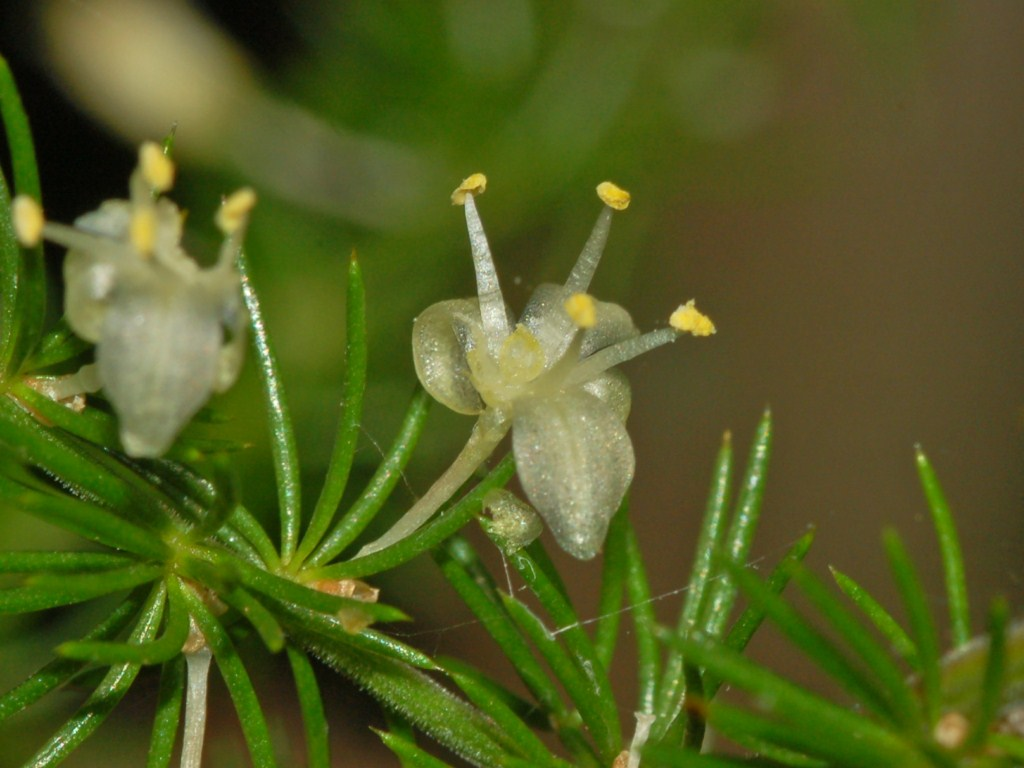
Detalhe da flor

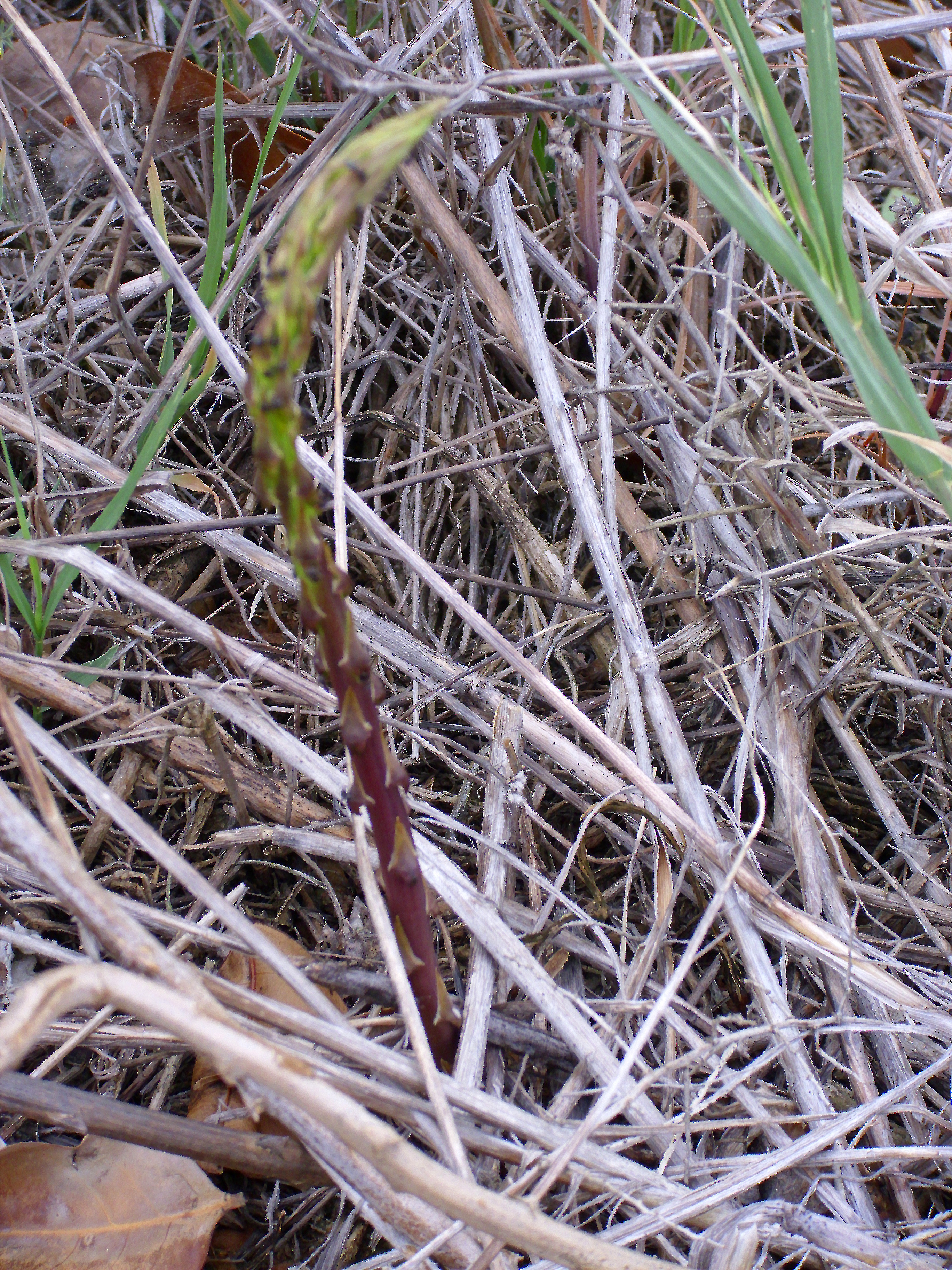
Habitat natural : O rebento jovem é comestivel

## Distribuição geográfica
Encontra-se distribuída por toda a Bacia do Mediterrâneo .
Em Portugal, localiza-se nas regiões da Estremadura, Ribatejo, Alentejo, Algarve.
Em França, localiza-se no sul do país; Em Espanha, por quase todo o pais (exceto em algumas zonas atlânticas) e as Ilhas Baleares; em Itália, Grécia, e Costa Rica também é bastante comum esta planta.

## Descrição
É uma planta perene.
também conhecida corruda-menor, espargo-bravo-menor, espargo-miúdo, esparago-silvestre-menor.
Pode-se encontrar em caminhos espontaneamente, em solos secos e com muita exposição solar especialmente junto a pedras,muros,e junto de arbustos ou árvores especialmente a oliveira .
Nos rebentos jovens pode-se encontrar grande quantidade de asparagina.
Esta esparragueira diferencia-se das outras pela grande quantidade de pequenos cladódios de cor verde escuro que cobrem quase toda a planta; é frequente que tenha o porte de uma pequena liana. Vive em lugares mais frescos e sombrios, mas é muito possível que coincida com outras espécies de esparragueiras nos mesmos lugares. Floresce ao final do verão.

## Uso histórico
O espárrago usa-se desde tempos longínquos como uma verdura e para a medicina, devido a seu sabor delicado e suas propriedades diuréticas.  Existe uma receita para cozinhar os espárragos no livro mais antigo de receitas que existe, De re coquinaria, Livro III de Apicius.  Foram cultivados pelos antigos egípcios, os gregos e os romanos, os quais os comeram frescos de temporada e secavam o fruto para seu uso em inverno.  Os espárragos perderam popularidade durante A Idade Média, mas o seu consumo ressurge a partir do século XVII.

## Usos
Antigamente utilizava-se como diurético.
Já o conheciam os egípcios e se suspeita que foram os romanos os que a introduziram na Península ibéria.
Utiliza-se como alimento os rebentos jovens, até sua parte lenhosa por ser demasiado dura para cozinhar. Estes rebentos nascem do rizoma e quando têm suas folhas e espinhas muito ternas constituem um alimento gormê ou de subsistência extraordinário em determinadas mesas .Sendo portanto consumido pelos mais ricos e mais pobres.O seu sabor é amargo, ainda que não em excesso. Frequentemente são cozidos em sopa de espargos  ou em omelete de espargos.
O espargo é baixo em calorias, não contém gordura nem colesterol, e é muito baixo em sal.  É uma fonte rica de ácido fólico, potássio, fibra natural e rotina.  O nome do ácido amino asparraguina derive-se da palavra  “Asparagus”, já que a planta do espárrago é rica neste composto.